# Kerkennah
Kerkennah (arabsky جزر قرقنة‎) je souostroví nejméně 14 ostrovů ve Středozemním moři, rozkládajících se 20 až 55 km východně od druhého největšího tuniského města Sfax, 80 km severně od ostrova Džerba. Ostrovy jsou ploché, s nadmořskou výškou nepřesahující 13 m. Obydleny jsou pouze největší ostrovy – Gharbi (Západní, zvaný též Mellita; 69 km²) a Chergui (v české transkripci Šergí – Východní, zvaný také Grande Kerkennah; 110 km²), které propojuje silnice vybudovaná ve 20. století na zbytcích více než 400 m dlouhé římské hráze. Dalšími ostrovy a ostrůvky jsou (ve francouzské transkripci): Gremdi, Roumadia, Rakadia, Sefnou, Charmadia, Ch’hima, Keblia, Jeblia, El Froukh, Ferkik, Belgharsa a El Hadj Hmida. Administrativně patří do Sfaxského guvernorátu. Na ostrovech se nachází 1 město a 15 vesnic. Největší obcí souostroví je Remla (v arabštině „písek“) na ostrově Chergui se 2 000 obyvatel, vzdálená 23 km od hlavního přístavu Sidi Youssef. Pravidelné spojení s kontinentem zajišťují trajekty pro přepravu osob, vozů a menšího nákladu, vyplouvající do Sfaxu 8–13× denně (navýšení spojů v letních měsících a během ramadánu). Větší rybářské přístavy: el-Attaya, Kraten, Sidi Youssef.

## Ekonomika

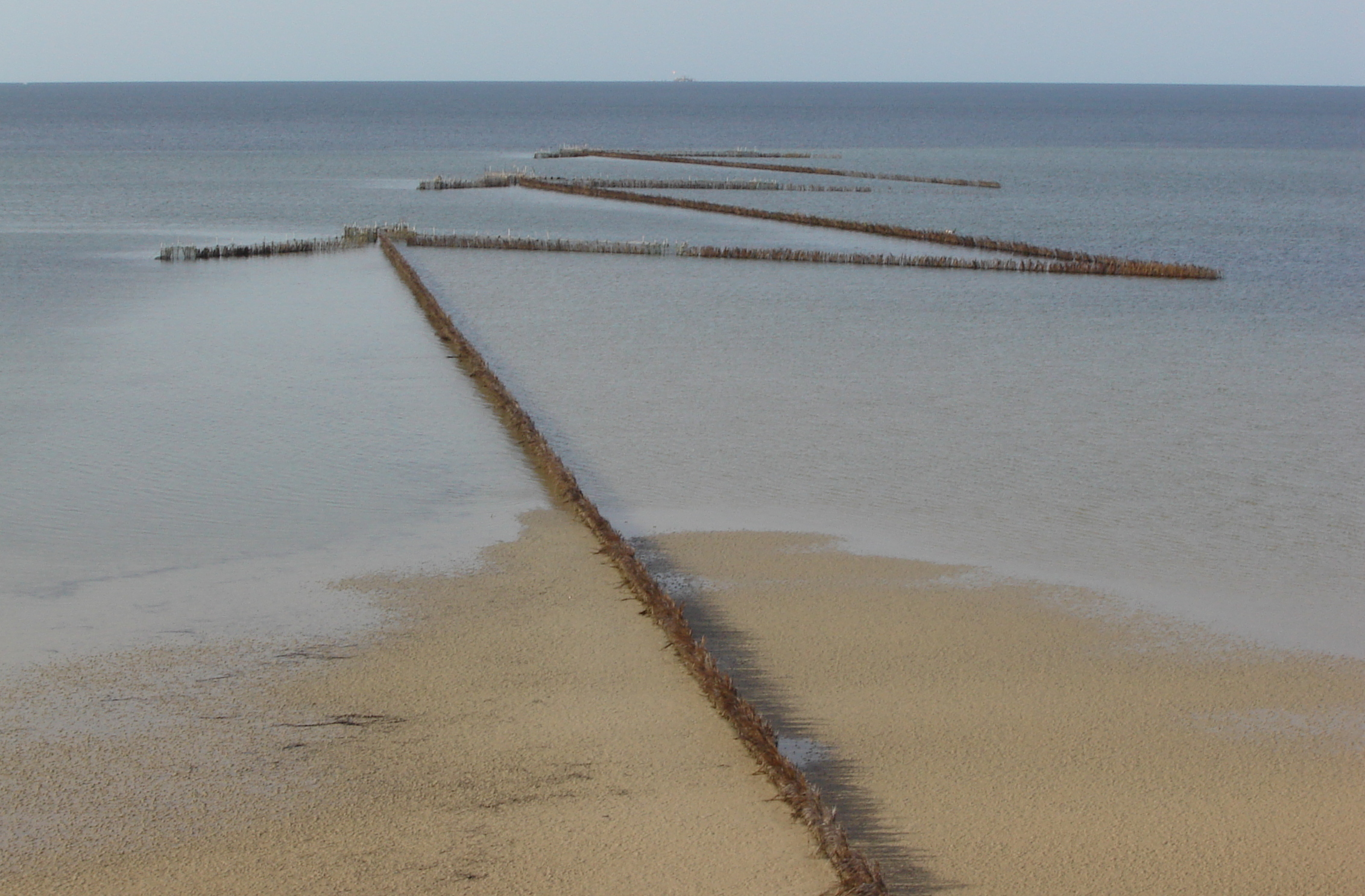
Charfia – místní systém rybolovu

Obyvatelstvo se živí převážně rybolovem. Ryby vyváží na pevninu a mimo Tunisko. Mělké moře okolo ostrovů s hloubkou do dvou metrů vyžaduje důmyslný systém rybolovu, zvaný charfia (v české transkripci šarfíja). Provozuje se zde minimálně 300 let a je znám i na ostrově Džerba. Ryby jsou chytány v soustavě pastí v koridorech z palmových větví. Do nádob (většinou keramických amfor) se chytají chobotnice.
Ostrovy se potýkají s velkou solnou erozí a nejsou vhodné pro zemědělství. Krajina je polopouštní, velmi podobná ostrovu Džerba, s průměrným ročním úhrnem srážek okolo 230 mm. Hlavní ostrovy pokrývá převážně řídká, zčásti polopřirozená palmérie, historicky doložená již před rokem 1520. Na Kerkennah roste až 900 tisíc datlových palem, kvalita plodů a produkce však nedosahuje bohatství jihotuniských oáz (Nefta, Tozeur, Kebili, Douz, Gabés). Pro vlastní potřeby se chovají ovce, drůbež, kozy, v minulosti byli využíváni velbloudi. Skrovné zemědělství doplňuje pěstování oliv, fíků, granátových jablek, citrusů, obilnin nebo vinné révy.
Cestovní ruch se soustředí hlavně na Tunisany z pevniny. Před rokem 2011 se počet obyvatel navýšil vždy v létě až na 120–150 tisíc. Ostrovy jsou v červenci a srpnu oblíbenou rekreační destinací mladých Tunisanů. Několik menších až středně velkých hotelů je v oblasti Sidi Frej (Sídý Fréž), turistické zóně souostroví.
Původní obyvatelstvo je berbersko-arabského a středomořského původu.

## Klima
Ostrovy mají po většinu roku velmi příjemné klima – leží v přechodném pásu mezi středomořskými subtropy a suchým tropickým pásem Sahary, vzdálenost od africké pevniny je však zárukou snesitelných teplot. V letních měsících se denní maxima obvykle pohybují mezi 30 a 37 °C (často s vyšší pocitovou teplotou), nejnižší ranní teploty klesají na 28–23 °C a srážky jsou v tomto období mimořádně vzácné. V zimě bývá více větrno, denní teploty dosahují nejčastěji hodnot 15–23 °C, převažuje slunečné počasí (6 deštivých dnů v měsíci), jen noci bývají o poznání chladnější, s teplotami mezi 14 a 7 °C.

## Moře
Moře v oblasti ostrovů je velmi mělké a klidné, s minimálně narušeným podmořským ekosystémem. Povrchová teplota mořské vody v srpnu dosahuje 31–32 °C (během dne se moře vyhřeje až k 35 °C) a Kerkennah jsou tak na sklonku léta pobřežím s nejteplejší vodou v severozápadní Africe. Nejchladnější je moře koncem ledna a v únoru (14–15 °C).

## Historie a památky
Současný název souostroví má antické kořeny. Hledány jsou ve spojení s hrdiny řecké mytologie a bohyní Circe (Kirké) či Herodotovým popisem ostrova „Cyraunis“ (5. století př. n. l.). Roku 195 př. n. l. měly být ostrovy útočištěm Hannibala po porážce u severotuniské Zamy (202 př. n. l.), spojovány jsou se zastávkou Gaia Julia Caesara během tažení proti Pompeiovi v roce 46 př. n. l. Římský šlechtic Sempronius Gracchus strávil po vztahu s dcerou císaře Augusta od roku 2 př. n. l. na „Cercina“ dlouhých 14 let ve vyhnanství. Starší fénicko-punské, římské, ale i raně byzantské osídlení Kerkennah dokládá minimálně 16 archeologických lokalit (památky jsou známy i z neobydlených ostrovů). U španělsko-turecké pevnosti Burdž LaHssar ze 16. století byla zpřístupněna část rozvalin antického města – areál je přístupný s průvodcem. Historie ostrovů a významné osobnosti jsou prezentovány v privátním muzeu v el-Abassya.
V roce 1807 ostrovy navštívil francouzský diplomat a spisovatel François Chateaubriand.